# Aspidoscelis pictus
Aspidoscelis pictus е вид влечуго от семейство Камшикоопашати гущери (Teiidae). Видът не е застрашен от изчезване.

## Разпространение и местообитание
Разпространен е в Мексико.
Обитава дюни, крайбрежия и плажове.

## Описание
Популацията на вида е стабилна.